# Uvijanje
U elastomehanici, torzija je uvijanje objekta usled primene momenta sile. Torzija se izražava jedinicom N m. U sekcijama koje su normalne na osu momenta sile, rezultujući tangencijalni napon je normalan na radijus.
Za vratila uniformnog poprečnog preseka torzija je:
{\displaystyle T={\frac {J_{T}}{r}}\tau ={\frac {J_{T}}{\ell }}G\theta }
gde je:
- {\displaystyle \tau } - maksimalni tangencijalni napon na spoljašnjoj površini
- - torziona konstanta sekcije.[1]
- - rastojanje između rotacione ose i najdalje tačke sekcije (na spoljašnjoj površini).
- ℓ - dužina objekta na koji se torzija primenjuje.
- θ - ugao of uvijanja u radijanima.
- - modul smicanja. obično se izražava u
- Proizvod JT G je torziona krutost.

## Definicija uvijanja
Uvijanje je naprezanje pri kome se u svakom poprečnom preseku štapa javlja samo moment koji obrće oko ose štapa – moment uvijanja ili moment torzije (Mt)

## Obrtni moment i moment uvijanja
Kod štapa koji je izložen uvijanju ili torziji deluje samo moment uvijanja, dok ostale unutrašnje sile - aksijalna sila, transverzalna i moment savijanja ne postoje. Uzročnici naprezanja su spoljašnji obrtni momenti koji deluju na štap u ravnima upravnim na njegovu osu. Da bi se odredio unutrašnji moment uvijanja koristi se metoda preseka. Štap se preseca zamišljenom ravni R. Svaki od delova treba da bude u ravnoteži. To je moguće ako je unutrašnji moment u uočenom preseku jednak obrtnom momentu suprotnog smera. Momenti se razlikuju samo po smeru saglasno zakonu akcije i reakcije. Moment uvijanja, unutrašnji moment, smatra se pozitivnim ako obrće u smeru kazaljke na časovniku posmatran iz vrha normale na ravan momenta.

## Literatura
- Lev Davidovich Landau, Evgeny Mikhailovich Lifshitz, Course of Theoretical Physics: Theory of Elasticity Butterworth-Heinemann.  978-0-7506-2633-0.
- J.E. Marsden, T.J. Hughes, Mathematical Foundations of Elasticity, Dover.  978-0-486-67865-8.
- P.C. Chou, N. J. Pagano, Elasticity: Tensor, Dyadic, and Engineering Approaches, Dover.  978-0-486-66958-8.
- R.W. Ogden, "Non-linear Elastic Deformation", Dover.  978-0-486-69648-5.
- Stephen Timoshenko and J.N. Goodier," Theory of elasticity", 3d ed., New York, McGraw-Hill, 1970.
- A.I. Lurie, "Theory of Elasticity", Springer, 1999.
- L.B. Freund, "Dynamic Fracture Mechanics", Cambridge University Press, 1990.
- R. Hill, "The Mathematical Theory of Plasticity", Oxford University, 1950.
- J. Lubliner, "Plasticity Theory", Macmillan Publishing Company, 1990.